# Noh Jung-yoon
Noh Jung-yoon (kor. 노정윤; ur. 28 marca 1971 w Inczonie) – koreański piłkarz, reprezentant kraju grający na pozycji pomocnika.

## Kariera klubowa
Jako piłkarz grał w takich klubach jak Sanfrecce Hiroszima, NAC Breda, Cerezo Osaka, Avispa Fukuoka, Busan I'Park, Ulsan Hyundai Horang-i.

## Kariera reprezentacyjna
Karierę reprezentacyjną rozpoczął w 1990. Został powołany na MŚ 1994 i MŚ 1998. Po raz ostatni w reprezentacji zagrał w 2000, dla której wystąpił w 43 spotkaniach i strzelił 5 bramek.